# Бестужевка (Оренбургская область)
Бестужевка — село в Бугурусланском районе Оренбургской области в составе Полибинского сельсовета.

## География
Находится на левом берегу реки Мочегай на расстоянии примерно 39 километров по прямой на восток-северо-восток от центра города Бугуруслан.

## История
Основано в 1811 году женой местного помещика Карамзина Натальей Борисовной.

## Население
Население составляло 256 человек в 2002 году (русские 45%, мордва 27%), 169 по переписи 2010 года.